# José Luis Bouza
José Luis Bouza Pregal (Tuy, 19 de diciembre de 1985) es un deportista español que compitió en piragüismo en la modalidad de aguas tranquilas.
Ganó dos medallas en el Campeonato Mundial de Piragüismo, plata en 2010 y bronce en 2011, y de cuatro medallas en el Campeonato Europeo de Piragüismo entre los años 2009 y 2011.

## Palmarés internacional
| Campeonato Mundial | Campeonato Mundial     | Campeonato Mundial | Campeonato Mundial |
| Año                | Lugar                  | Medalla            | Competición        |
| ------------------ | ---------------------- | ------------------ | ------------------ |
| 2010               | Poznań (Polonia)       | Medalla de plata   | C1 5000 m          |
| 2011               | Szeged (Hungría)       | Medalla de bronce  | C1 5000 m          |
| Campeonato Europeo |                        |                    |                    |
| Año                | Lugar                  | Medalla            | Competición        |
| 2009               | Brandeburgo (Alemania) | Medalla de bronce  | C1 1000 m          |
| 2010               | Corvera (España)       | Medalla de plata   | C1 5000 m          |
| 2011               | Belgrado (Serbia)      | Medalla de bronce  | C1 1000 m          |
| 2011               | Belgrado (Serbia)      | Medalla de plata   | C1 5000 m          |